# Lerista lineata
Lerista lineata este o specie de șopârle din genul Lerista, familia Scincidae, descrisă de Bell 1833. Conform Catalogue of Life specia Lerista lineata nu are subspecii cunoscute.